# Josef Jaitner
Josef Jaitner (* 16. März 1914 in Langerfeld; † 8. Mai 2006 in Oberammergau) war ein deutscher Offizier, zuletzt Brigadegeneral der Luftwaffe der Bundeswehr. Zuletzt war er Kommandeur der Offizierschule der Luftwaffe in Fürstenfeldbruck.

## Militärischer Werdegang

### Wehrmacht
Jaitner trat 1936 in die Wehrmacht ein. Er war unter anderem Ordonnanzoffizier beim Dritten Generalstabsoffizier (Ic) des Generalkommandos des II. Flak-Korps. 

### Bundeswehr
Nach dem Zweiten Weltkrieg 1956 trat er in die Bundeswehr ein. Er war Taktiklehrer und Hörsaalleiter an der Fla-Abwehrschule in Rendsburg. Von 1962 bis 1964 war er als Oberstleutnant Kommandeur des Flugabwehrraketenbataillons 24 in Delmenhorst und von 1964 bis 1967 als Oberst des Flugabwehrregiments bzw. Flugabwehrraketenregiments 14 in Oldenburg. Im Oktober 1967 wurde er unter Ernennung zum Brigadegeneral Kommandeur der Offizierschule der Luftwaffe. Mit Ablauf des März 1971 wurde er in den Ruhestand versetzt.

## Familie
Jaitner war verheiratet.

## Auszeichnungen
- 1941: Verwundetenabzeichen in Schwarz
- 1942: Deutsches Kreuz in Gold
- 1942: Flak-Kampfabzeichen
- 1971: Großes Verdienstkreuz des Verdienstordens der Bundesrepublik Deutschland

## Schriften (Auswahl)
- mit Siegfried Heyd: Der Offizierunterricht in der Bundeswehr. Eine Sammlung ausgewählter Unterrichtsbeispiele. Wehr und Wissen, Darmstadt 1959 (4. Auflage 1967).